# Plymouth Model U
Plymouth Model U – samochód osobowy wyprodukowany pod amerykańską marką Plymouth w 1929 roku.

## Dane techniczne

### Silnik
- Silnik: S4 2874 cm³[1]
- Moc maksymalna: 45 KM (34 kW)[1]

### Osiągi
- Prędkość maksymalna: 105km/h[1]